# Maratá
Maratá är en kommun i Brasilien.   Den ligger i delstaten Rio Grande do Sul, i den södra delen av landet, 1 600 km söder om huvudstaden Brasília. Antalet invånare är 2 527.
I omgivningarna runt Maratá växer i huvudsak städsegrön lövskog. Runt Maratá är det ganska glesbefolkat, med 34 invånare per kvadratkilometer.